# La Hiruela
La Hiruela es un municipio y localidad española del norte de la Comunidad de Madrid. Con una población de 83 habitantes (INE 2024), en 2017 era el tercer municipio menos poblado de la provincia.

## Historia

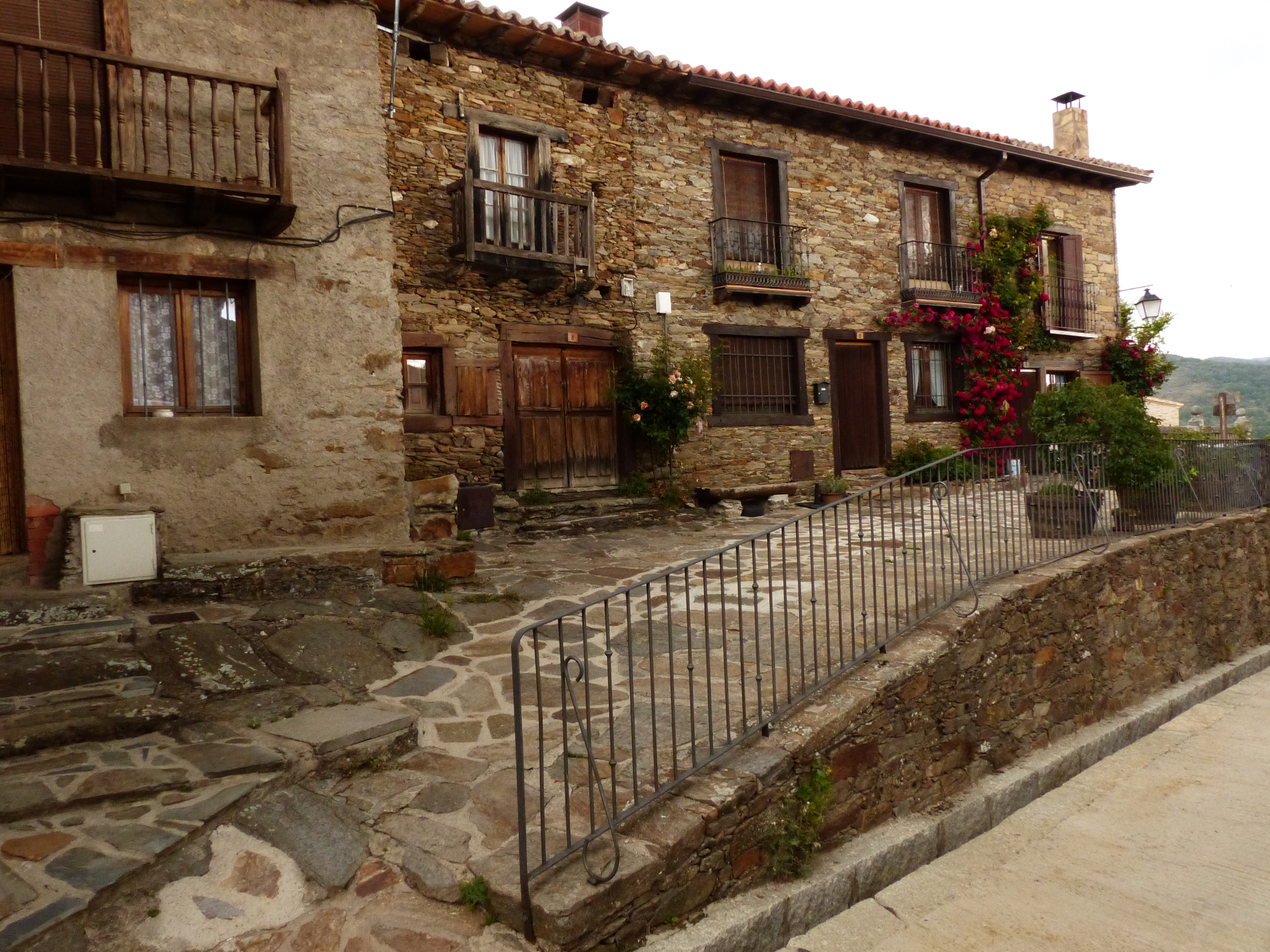
Arquitectura negra tradicional en La Hiruela.

La Hiruela perteneció a la Comunidad de Villa y Tierra de Sepúlveda, perteneciendo desde el principio al Ochavo de la Sierra, integrado en el municipio de Colmenar de la Sierra. Antes se denominó La Hiruela de Buitrago, para pasar a denominarse oficialmente como La Hiruela.
El municipio perteneció a la comunidad sepulvedana en la provincia de Segovia hasta la división provincial de 1833 cuando pasó a la provincia de Guadalajara, después en 1834, La Hiruela (como La Hiruela de Buitrago), Bocígano (como El Bocígano de la Sierra), Cabida y Peñalba de la Sierra se independizaron del ayuntamiento de Colmenar de la Sierra, integrando la nueva provincia de Guadalajara. Pertenece a Madrid, desde 1838, tras la segunda división de las provincias. Se conserva un antiguo molino harinero.

## Demografía
Cuenta con una población de 83 habitantes (INE 2024).
| Gráfica de evolución demográfica de La Hiruela entre 1842 y 2021                                                      |
| |
| Población de derecho según los censos de población del INE. Población de hecho según los censos de población del INE. |

En 2020 era el tercer municipio menos poblado de la Comunidad de Madrid.
| 50                         | 56 | 77 | 90 | 76 | 55 | 65 |
| (Fuente: [cita requerida]) |    |    |    |    |    |    |

## Transporte público
El acceso en transporte público a La Hiruela es muy limitado ya que cuenta con una sola línea de autobús, que ofrece dos servicios a diario y uno los fines de semana y festivos.
| Línea | Recorrido                                               | Operador |
| ----- | ------------------------------------------------------- | -------- |
| 911   | Buitrago del Lozoya - Montejo de la Sierra - La Hiruela | ALSA     |